# Mercedes-AMG F1 W15 E Performance
La Mercedes-AMG F1 W15 E Performance è una monoposto di Formula 1 realizzata dalla Mercedes, per gareggiare nel campionato mondiale di Formula 1 2024. La vettura è stata presentata il 14 febbraio 2024.

## Livrea
Come la sua antenata, la W14, la W15 presenta una livrea con il colore nero del carbonio preponderante, ma a sua differenza torna il colore argento, usato per l'ultima volta sulla monoposto del 2022, che celebra il 90º anniversario delle frecce d'argento. Sulla W15 l'argento colora la parte superiore della zona che si estende dal muso alle pance. La fascia verde dello sponsor Petronas si trova in posizione più elevata, posta tra la zona grigia e quella nera, mentre sull'airscope torna più evidente il colore rosso di INEOS, il quale si ritrova anche sulle paratie interne dell'ala anteriore e sulla parte inferiore dell'ala posteriore.
Durante il Gran Premio di Singapore, in occasione dei 50 anni del title sponsor Petronas, la W15 corre con una livrea speciale che vede una maggior presenza del verde del patrocinante malese sul muso, sostituendo gran parte l'argento, e sulle pance.

## Carriera agonistica

### Stagione
La coppia titolare è formata per il terzo anno consecutivo da George Russell e Lewis Hamilton.
Ad inizio stagione la vettura conferma le difficoltà della stagione precedente, con entrambi i piloti lontani dal podio e più lenti rispetto ai rivali di Red Bull, Ferrari e McLaren. Con il doppio ritiro in Australia, terzo appuntamento stagionale, la Mercedes segna il primo zero in classifica dal 2021 e il peggior avvio di stagione dal 2011 (considerando i punti dopo tre GP).
Successivamente le prestazioni migliorano, con i primi podi stagionali e, in Austria, il ritorno alla vittoria per la prima volta dal 2022 con Russell. Il successo viene replicato da Hamilton a Silverstone, e nuovamente da Russell in Belgio, dove il team torna a fare doppietta, però vanificata dalla squalifica di Russell. Da questo momento in poi la scuderia subisce però un'ulteriore involuzione tornando ad avere diverse difficoltà, marcando un podio in una sola occasione con Russell in Azerbaijan.
Soprattutto con Russell la scuderia si dimostra ancora in grado di raggiungere piazzamenti di rilievo col britannico che vince il Gran Premio di Las Vegas, con Hamilton secondo portando alla sessantesima doppietta nella storia del team di Brackley. 
Sebbene si sia rivelata la vettura più vincente dai tempi della W12 del 2021 con quattro vittorie totalizzate, si è rivelata anche come la macchina peggio classificata dai tempi della W03 del 2012, ciò è dovuto soprattutto alla difficoltà avute ad inizio stagione nel raggiungere le alte posizioni di classifica. 

## Piloti
| Piloti ufficiali       | Piloti ufficiali      | Piloti ufficiali |
| Nazione                | Nome                  | Numero           |
| ---------------------- | --------------------- | ---------------- |
| Regno Unito (bandiera) | George Russell        | 63               |
| Regno Unito (bandiera) | Lewis Hamilton        | 44               |
| Piloti di riserva      |                       |                  |
| Nazione                | Nome                  | Numero           |
| Germania (bandiera)    | Mick Schumacher       | 47               |
| Danimarca (bandiera)   | Frederik Vesti        | 42               |
| Italia (bandiera)      | Andrea Kimi Antonelli | 12               |

## Risultati in Formula 1
| Anno | Team     | Motore   | Gomme | Piloti   |   |   |     |   |    |   |   |   |   |   |    |     |   |    |   |   |   |   |      |   |    |   |     |   | Punti | Pos. |
| ---- | -------- | -------- | ----- | -------- | - | - | --- | - | -- | - | - | - | - | - | -- | --- | - | -- | - | - | - | - | ---- | - | -- | - | --- | - | ----- | ---- |
| 2024 | Mercedes | Mercedes | P     | Russell  | 5 | 6 | 17* | 7 | 68 | 8 | 7 | 5 | 3 | 4 | 14 | Rit | 8 | SQ | 7 | 7 | 3 | 4 | 65   | 5 | 46 | 1 | 43  | 5 | 468   | 4º   |
| 2024 | Mercedes | Mercedes | P     | Hamilton | 7 | 9 | Rit | 9 | 92 | 6 | 6 | 7 | 4 | 3 | 46 | 1   | 3 | 1  | 8 | 5 | 9 | 6 | Rit6 | 4 | 10 | 2 | 126 | 4 | 468   | 4º   |

| Legenda | 1º posto     | 2º posto | 3º posto    | A punti         | Senza punti/Non class.  | Grassetto – Pole position Corsivo – Giro più veloce Apice – Risultato Sprint (A punti) |
| Legenda | Squalificato | Ritirato | Non partito | Non qualificato | Solo prove/Terzo pilota | Grassetto – Pole position Corsivo – Giro più veloce Apice – Risultato Sprint (A punti) |

* – Indica il pilota ritirato ma ugualmente classificato avendo coperto, come previsto dal regolamento, almeno il 90% della distanza di gara.